# Макаров Юрій Борисович
Ю́рій Бори́сович Мака́ров (30 жовтня 1970, Бровари, СРСР) — радянський та український футболіст атакувального плану, відомий перш за все завдяки виступам у білоцерківській «Росі», київському «Динамо-2» та білоруському «Ведрич-97». Майстер спорту СРСР (1987).

## Життєпис
Юрій Макаров народився у Броварах, там же почав займатися футболом у місцевій СДЮШОР під керівництвом Володимира Подзігуна. Згодом перейшов до київської РШІСП. На рівні команд майстрів дебютував за СКА (Київ) у 1987 році. Згодом талановитий юнак привернув увагу селекціонерів київського «Динамо», у системі якого він незабаром і опинився. Того ж року в складі юнацької збірної СРСР здобув «золото» на чемпіонаті світу серед 17-річних. Втім, незважаючи на такий успіх, закріпитися у Києві Макаров так і не зміг — обмежився виступами за дублюючий склад динамівців і вже наступного року грав у іншому «Динамо» — з Білої Церкви. Саме з цим клубом, що згодом було перейменовано на «Рось», пов'язані основні успіхи Макарова у дорослому футболі. У складі білоцерківців Юрій провів більше ніж півтори сотні матчів, неодноразово стаючи найкращим бомбардиром команди.
У 1993 році Макаров здійснив другу спробу закріпитися у київському «Динамо», однак її результат виявився ідентичним першій. Провівши два сезони у «Динамо-2» він залишив клуб, а за деякий час з'явився у лавах чортківського «Кристала». У червні 1996 року провів один матч у складі броварського «Будівельника», після чого повернувся до добре знайомої йому «Росі».
Протягом 1997—1998 років Юрій Макаров виступав за білоруський «Ведрич-97», що став його останнім клубом у великому футболі. Кар'єру Макаров завершив у 1999 році виступами за футзальний клуб «Рудня».
Після завершення активних виступів працював дитячим тренером у рідному місті, очолював футбольний клуб «Бровари».

## Досягнення
- Чемпіон світу серед юнацьких команд (U-17) (1): 1987

- Майстер спорту СРСР (1987).